# Flaga dystrybucji
Flaga dystrybucji – pojęcie związane z robotyką, ograniczeniami Pfaffa oraz nawiasami Liego.
Dystrybucją {\displaystyle D} nazywa się przestrzeń liniową rozpiętą przez wektory {\displaystyle g} generujące jądro macierzy {\displaystyle A(q)}.
{\displaystyle D=\operatorname {span} \{g_{1}(q),\dots ,g_{m}(q)\}.}

## Mała flaga dystrybucji
Mała flaga generowana jest na podstawie rekurencyjnego wzoru:
{\displaystyle D_{0}=D}
{\displaystyle D_{i+1}=D_{i}+[D_{0},D_{i}]}
{\displaystyle i=0,1,\dots }

## Duża flaga dystrybucji
Duża flaga generowana jest na podstawie rekurencyjnego wzoru:
{\displaystyle D^{0}=D}
{\displaystyle D^{i+1}=D^{i}+[D^{i},D^{i}]}
{\displaystyle i=0,1,\dots }
{\displaystyle D_{i}\subset D^{i}}
Na podstawie flag dystrybucji można określić holonomiczność robota.